# Nikos Nikolaou (calciatore 1973)
Nikos Nikolaou (in greco: Νίκος Νικολάου; Limisso, 5 agosto 1973) è un ex calciatore cipriota, di ruolo centrocampista.